# لیودمیلا ناومنکو
لیودمیلا ناومنکو (انگلیسی: Liudmyla Naumenko؛ زادهٔ ۳۰ ژوئن ۱۹۹۳) بازیکن بسکتبال اهل اوکراین است.